# Divico
Pour les articles homonymes, voir Divico (homonymie).

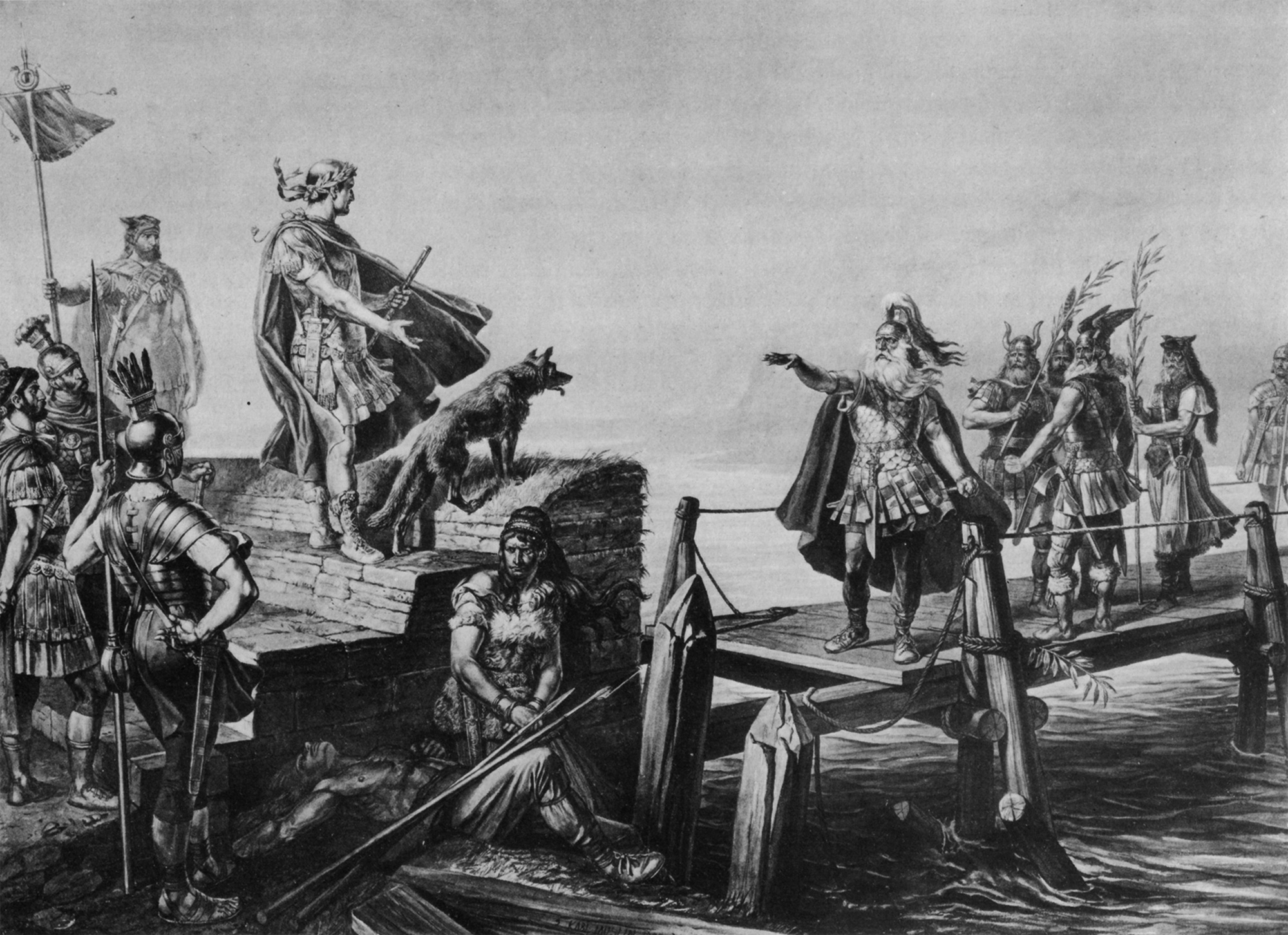
César et Divico sur la Saône.

Divico, né vers 135 av. J.-C. et mort après 58 av. J.-C., fut un aristocrate Tigurins, une des civitas composant la nation celte des Helvètes. 

## Biographie
À la tête de nombreux guerriers celtes, il pénètre à la fin du IIe siècle av. J.-C. dans la province de Gaule narbonnaise, suivant les Cimbres, les Ambrons et les Teutons. Lors de la bataille d'Agen (107 av. J.-C.), les Tigurins battent l'armée romaine dirigée par le consul Lucius Cassius, qui est tué dans la bataille.
Jules César écrit dans son ouvrage sur la Guerre des Gaules (I, 13-14) qu'à la migration de 58 av. J.-C., Divico est ambassadeur des Helvètes auprès de César, avant qu'ils ne soient battus lors de la bataille de Bibracte. Qu'il s'agisse du même homme ne fait aucun doute pour César qui écrit : « le chef de cette ambassade était Divico qui avait été le général des Helvètes dans la guerre contre Cassius » (BG, I, 13). Néanmoins, cette identification a été parfois discutée car quarante-neuf années séparent les deux batailles.